# Diskografie Cher Lloyd
Diskografie britské zpěvačky Cher Lloyd sestává z jednoho studiového alba, třech singlů a pěti hudebních videí.

## Studiová alba
| Název           | Detaily | Umístění v hitparádě | Umístění v hitparádě | Umístění v hitparádě | Umístění v hitparádě | Certifikace |
| Název           | Detaily | UK                   | IRE                  | SCO                  | NZ                   | Certifikace |
| --------------- | --- | -------------------- | -------------------- | -------------------- | -------------------- | ----------- |
| Sticks + Stones | - První studiové album - Vydáno: 7. listopadu 2011 - Vydavatelství: Syco Music, Epic Records - Formáty: CD, digitálně | 4                    | 7                    | 2                    | 31                   |             |

## Singly
| Název                                  | Rok  | Umístění v hitparádě | Umístění v hitparádě | Umístění v hitparádě | Umístění v hitparádě | Umístění v hitparádě | Umístění v hitparádě | Umístění v hitparádě | Album           |
| Název                                  | Rok  | UK                   | AUS                  | BEL                  | IRE                  | SCO                  | NLD                  | NZ                   | Album           |
| -------------------------------------- | ---- | -------------------- | -------------------- | -------------------- | -------------------- | -------------------- | -------------------- | -------------------- | --------------- |
| "Swagger Jagger"                       | 2011 | 1                    | —                    | 43                   | 2                    | 1                    | 60                   | —                    | Sticks + Stones |
| "With Ur Love" (featuring Mike Posner) | 2011 | 4                    | 43                   | —                    | 5                    | 3                    | —                    | 16                   | Sticks + Stones |
| "Want U Back" (featuring Astro)        | 2012 | 25                   | 69                   | —                    | 18                   | 23                   | —                    | 3                    | Sticks + Stones |

### Jako host
| Název                            | Rok  | Umístění v hitparádě | Umístění v hitparádě | Umístění v hitparádě | Album |
| Název                            | Rok  | UK                   | IRL                  | SCO                  | Album |
| -------------------------------- | ---- | -------------------- | -------------------- | -------------------- | ----- |
| "Heroes" (s finalisty X Factoru) | 2010 | 1                    | 1                    | 1                    | -     |

## Videoklipy
| Název                                                             | Rok  | Režisér                      |
| ----------------------------------------------------------------- | ---- | ---------------------------- |
| "Swagger Jagger"                                                  | 2011 | Mike Sharpe & Marcus Moresby |
| "With Ur Love" (featuring Mike Posner)                            | 2011 | Mike Sharpe                  |
| "Dub on the Track" (featuring Ghetts, Mic Righteous a Dot Rotten) | 2011 | Paris Zarcilla               |
| "Want U Back"                                                     | 2012 | Parris                       |
| "Superhero"                                                       | 2012 |                              |